# Alto Horizonte
Alto Horizonte é um município brasileiro do interior do estado de Goiás, Região Centro-Oeste do país.
Fundado em 1991, a 375 m de altitude. Alto Horizonte é hoje centro de um município com 505,6 km² com 6.375 habitantes. Alto Horizonte possui o maior Produto Interno Bruto (PIB) per capita de Goiás, chegando a mais de 150 mil reais por habitante graças a exploração mineral.
O município tem limites com os municípios de Mara Rosa a norte e nordeste, Nova Iguaçu de Goiás a sudeste, Pilar de Goiás a sudoeste e Campos Verdes a oeste.

## Economia
Apesar de pequeno, o município chegou a possuir o maior Produto Interno Bruto (PIB) per capita do estado, segundo dados do Instituto Brasileiro de Geografia e Estatística (IBGE), e da Secretaria Estadual de Gestão e Planejamento (Segplan). Com esse PIB per capita o município ostentou o 7.º lugar no país.
O alto desempenho do município no ranking pode ser explicado pelo baixo número de habitantes (3.392 em 2009) combinado com o elevado Produto Interno Bruto (PIB), perfazendo uma renda per capita de R$ 8.049,51. Lembrando que os números são de 2009. O alto PIB de Alto Horizonte é explicado pela existência uma mineradora que extrai cobre e ouro desde 2007.
Em 2008, o Ministério do Desenvolvimento, Indústria e Comércio Exterior fez um levantamento que apontou o município de Alto Horizonte como o maior exportador do estado, movimentando expressivos 500 milhões de dólares.
Mesmo com o maior PIB per capita, Alto Horizonte ocupa a 30.ª posição no ranking geral goiano. O município está entre os 10 com menor dependência da administração pública.
Apesar do pouco tempo de existência, o município conseguiu rapidamente em 10 anos dobrar a renda da população e alcançar ótimos níveis de desenvolvimento na saúde, educação e de qualidade de vida.

## Mina de Chapada
Instalada no município desde 2007 a Mineração Maracá, pertencente ao grupo Lundin Mining, extrai ouro e sulfeto de cobre da Mina de Chapada. Há interesse por parte da mineradora em fazer investimentos em outra mina localizada a 6 km da mina atual.